# Genevieve Stebbins

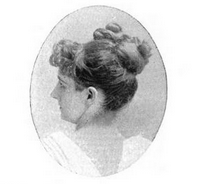
Genevieve Stebbins Astley (1894)

Genevieve Stebbins, född 7 mars 1857 i San Francisco, Kalifornien, död 21 september 1934, i Monterey, Kalifornien var en amerikansk skådespelare, dansare, författare och uttolkare av det ”system of expression” som François Delsarte hade utvecklat och dessutom lärare inom det system hon själv grundat, ”Harmonic Gymnastics” (harmonisk gymnastik). Hon grundade New York School of Expression.

## Biografi
Genevieve Stebbins föddes i San Francisco, som dotter till advokaten James Cole Stebbins och Henrietta Smith. Hennes mor avled 1859, två år efter hennes födsel. Hon var som ung mycket intresserad av att dansa och uppträda.
Hon reste tidigt till New York City för att studera scenkonst, dans och teater på Albert Marshman Palmers Union Square Theatre. Efter ett års utbildning gjorde hon debut på scenen i en ledande roll. Året därefter fick hon roller av Dion Boucicault, och senare spelade hon en ledande roll i Our Boys på Daly's Theatre. Där mötte hon Steele MacKaye, som var en följare och elev till François Delsarte. MacKaye övertalade henne att lämna teatern och i stället studera Delsartes system tillsammans med honom under två år, med löftet att hon skulle få den ledande rollen i en pjäs som han då skrev. Stebbins tillbringade sex månader av dessa två år på Boston School of Oratory som MacKayes representant, och gav elever och lärare undervisning i Delsarte-systemet i utbyte mot privat- och klassundervisning av professor Lewis Baxter Monroe, dekan för den skolan. Nästan alla på skolan kom att ta till sig undervisningen om Delsarte-systemet. 
År 1879 gjorde hon åter entré på teaterscenen i en ledande roll på Madison Square Theatre med goda recensioner. Året därefter spelade hon Shakespeare. År 1881 reste hon till Paris för att studera hos François-Joseph Regnier vid Theatre Francois. Hon återvände till USA 1882 och fortsatte teaterarbetet.
År 1885 publicerade hon sin första bok, The Delsarte System of Expression. Den blev en stor framgång och hon bestämde sig för att ägna sig åt undervisning. Hon blev speciallärare i 21 skolor i New York och föresläste och undervisade i de större städerna och betydande skolorna i USA. 
Hon såg behovet av ett gymnastiksystem för flickor och kvinnor som borde ha dansens lockelse och behag och gymnastikens fysiska hälsoeffekt. Hon tog utgångspunkt från några idéer hos François Delsarte och kombinerade det med estetik från Pehr Henrik Ling och utvecklade sina egna kreativa idéer till en helhet som kom att kallas "harmonisk gymnastik". 
Innan hon kände sig redo gjorde hon två studieresor utomlands, och studerade i USA med Dr. George H. Taylor, specialist på medicinsk gymnastik. Hon tog dessutom 1892 en kurs på Harvard University i svensk utbildningsgymnastik. Hon såg det också som viktigt att integrera utvecklad sång och tal i systemet.
Tillsammans med sin svägerska Mary S. Thompson öppnade hon två Delsarte-skolor, en i Boston, den andra i New York. År 1888 presenterade de den första Delsarte-matinén i Madison Square Theatre i New York City. Hon gifte sig med Joseph A. Thompson 1888, men äktenskapet upphörde 1892, då hon gifte sig med journalisten Norman Astley. År 1893 grundade hon New York School of Expression i Carnegie Music Hall. Senare bidrog F. Townsend Southwick med ledningen av arbetet på skolan. Hon drog sig själv tillbaka från arbetet på skolan 1907.
Hon skrev flera böcker om sin metod. Hennes tankar har inte bara haft inflytande på kvinnors intresse för gymnastik och träning, det har även starkt påverkat den moderna dansen, och den form av ”yoga as exercise” som utvecklades i USA på 1900-talet. Genom sin elev Hedwig Kallmeyer från Týskland fick hon mycket stor betydelse för den kvinnliga gymnastikens och den tidiga fridansens utveckling i Europa.